# Xavier Fourcade
Xavier Fourcade (1927 – 28 de abril de 1987) fue un marchante francoestadounidense de arte moderno, propietario de la Xavier Fourcade Gallery en Manhattan.
Fourcade repesentó a muchos artistas, por ejemplo: Willem de Kooning; Malcom Morley; John Chamberlain; Joan Mitchell o Catherine Murphy. 
Su hermano, Vincent Fourcade fue un conocido diseñador de interiores en la firma Denning & Fourcade. Contrajo sida y murió de neumonía en Nueva York en el St. Luke's-Roosevelt Hospital Center.
- Datos: Q3570682